# Jacob Suter
Jacob Suter (auch: Jakob Sauter; * um 1540 in Ravensburg; † um 1610 in Passau) war ein deutscher Mediziner und Vertreter des Antitrinitarismus und des frühen Unitarismus.

## Leben und Wirken
Suter begann ein Studium an der Universität Heidelberg, wo er unter anderem mit dem schweizerischen Theologen Fridolin Brunner in Kontakt kam. Suter entwickelte sich anschließend zu einem Unterstützer der zwinglianischen Reformation. Als solcher fand er auch Zugang zum Kreis um den reformierten Theologen und Arzt Thomas Erastus, der zur gleichen Zeit in Heidelberg Medizin lehrte. Im Jahr 1567 wurde Suter schließlich reformierter Pfarrer in Klein-Umstadt bei Darmstadt. Bereits sechs Monate später übersiedelte er nach Feudenheim am Neckar. Während eines Aufenthalts im nahegelegenen Ladenburg kam Suter in Kontakt mit Johannes Sylvan, der zu jener Zeit als reformierter Pfarrer in Ladenburg wirkte, aber bereits am Dogma der Trinität zweifelte und mit dem Heidelberger Antitrinitarier Adam Neuser in Verbindung stand. Suter wurde in Folge Mitglied von Sylvanus Kreis in Ladenburg und begann die Schriften von Erasmus von Rotterdam, Sebastian Franck und nicht zuletzt von Giorgio Biandrata zu studieren. Vermutlich war Suter auch in die Pläne Sylvans und Neusers eingebunden, nach Siebenbürgen zu übersiedeln, wo die Unitarier offen und ohne religiöse Verfolgung wirken konnten. Nach Aufdeckung der Pläne und Untersuchung der Bibliothek in Ladenburg wurde Suter zusammen mit Matthias Vehe-Glirius inhaftiert. Nach einem Fluchtversuch wurden beide auf die Bergfeste Dilsberg überführt. Im August 1572 wurden beide schließlich freigelassen. Suter suche anschließend den Kontakt zur jüdischen Gemeinde in Grünsfeld. Kurz darauf übersiedelten Suter und Vehe vermutlich gemeinsam nach Siebenbürgen.
Nach seiner Rückkehr nach Deutschland schloss Suter sich formell der katholischen Kirche an, wirkte zunächst am Gymnasium in Petershausen nahe Ingolstadt und konnte nach einer kurzen Probezeit im April 1575 eine Dozentenstelle für Mathematik und hebräische Sprache an der Universität in Freiburg übernehmen. 1579 schloss er zudem sein wiederaufgenommes Medizinstudium mit dem Doktortitel ab. Im Sommer 1583 ließ er sich als städtischer Arzt in der schwäbischen Stadt Horb nieder. Später wurde er persönlicher Arzt am Hof des Fürstbischofs von Passau. Offene Kontakte mit Vertretern nonkonformistischer oder vermeintlich heterodoxer Auffassungen vermied er.